# Lego Island
Lego Island es un videojuego de acción y aventura de mundo abierto con temática de Lego desarrollado y publicado por Mindscape. Salió a la venta para Windows el 26 de septiembre de 1997, siendo el segundo juego de Lego y el primero fuera de Japón. En este «mundo proto-abierto», los jugadores exploran la isla del mismo nombre como uno de los cinco personajes en miniatura, y pueden construir vehículos y completar misiones secundarias. La historia principal gira en torno a Pepper Roni, un repartidor de pizzas, y sus esfuerzos por impedir que un preso fugado, conocido como Brickster, destruya la isla.
Es el primer título producido después de que Lego Group iniciara sus esfuerzos por afianzarse en la industria. Cada uno de los protagonistas está inspirado en un tipo de inteligencia según la teoría de las inteligencias múltiples. El equipo estudió cómo se relacionaban los niños con los ladrillos Lego para ayudar a dar forma al alcance y la mecánica.
Lego Island recibió reseñas generalmente positivas por parte de la crítica. Es un éxito comercial, vendiendo cerca de un millón de copias en 1999. Al juego le siguieron dos secuelas, ambas realizadas por el estudio Silicon Dreams: Lego Island 2: The Brickster's Revenge (2001) e Island Xtreme Stunts (2002). Desde entonces se ha convertido en un título de culto, con una secuela hecha por fanáticos en desarrollo desde 2020.

## Sistema de juego
Lego Island es un videojuego no lineal que se juega desde una perspectiva en primera persona. Se puede recorrer libremente la homónima Isla de Lego, interactuar con personajes no jugadores, construir y conducir vehículos o completar distintas misiones.
Cuenta con cinco personajes jugables: los agentes de policía Laura y Nick Brick; los propietarios de pizzerías Mamá y Papá Brickolini y su hijo adoptivo: 23  Pepper Roni, un repartidor que hace las veces de protagonista. Cada uno posee sus propias habilidades e interacciones, inspiradas en los distintos tipos de inteligencia de la teoría de las inteligencias múltiples de Howard Gardner;: 14  presenta dos tipos de inteligencia adicionales a través de personajes no jugadores el Infómano, fundador de la isla: 21  que hace de guía turístico y el Brickster, un delincuente encarcelado en la prisión de Lego Island.: 17  Cada uno puede realizar una acción diferente para personalizar a los no jugadores y la vegetación, como cambiarles los colores o darles sombreros distintos. También incluye numerosos huevo de Pascua repartidos por la isla. El usuario también puede construir un coche de carreras, una moto acuática, un buggy o un helicóptero de la policía con la ayuda del mecánico Bill Ding, que puede personalizar y utilizar en las misiones o para explorar la isla.: 2  Hay cinco misiones que se puede realizar como cualquiera de los personajes jugables: una carrera de coches en el circuito; una carrera de motos acuáticas en la playa; un reparto de pizza para la pizzería Brickolini's; un trabajo de grúa para la gasolinera Octan; y conducir una ambulancia para el hospital. Se recibirá un ladrillo rojo, azul o amarillo por cada uno en cada misión, dependiendo de su posición en la carrera o de lo rápido que la complete, que podrá consultar en el cubo de puntuación del Centro de Información.: 9 
Aunque no hay una historia continua ni un objetivo necesario en Lego Island, se producirá una misión especial si ha construido un helicóptero de la policía y entrega una pizza en la cárcel como Pepper Roni.: 16  Utilizando los vapores de la pizza extremadamente picante, el Brickster funde la cerradura de su celda y escapa en el helicóptero, robando el ladrillo de energía de la parte superior del Centro de Información. A continuación, lo desmonta y roba los vehículos del hospital y de la comisaría, planeando desmontarlo todo en la isla con una pistola láser alimentada por el ladrillo de energía robado. Persiguiéndolo en su monopatín, Pepper lo persigue y recupera las piezas del helicóptero. Una vez reconstruido, lo utiliza para disparar donuts para acelerar a Nick y Laura y pizzas para ralentizar al Brickster, lo que permite capturarlo. Es devuelto a la cárcel y los ciudadanos felicitan a Pepper y al jugador. Si no es capturado antes de que desmonte todos los edificios, se produce un final alternativo en el que se regodea de su éxito mientras los ciudadanos rompen a llorar, aunque el Infómano tranquiliza al jugador asegurándole que pueden reconstruirla y Brickster será devuelto a su celda.: 16 

## Desarrollo y lanzamiento
Lego Island fue desarrollado por Mindscape, una empresa de producción de software educativo con sede en Novato, California. El director de uno de los departamentos de la empresa buscaba un socio en el sector juguetero y, tras investigar un poco, se decidió por Lego Group, fabricante de la línea Lego. Mindscape contrató a Wes Jenkins, quien a su vez incorporó a Paul Melmed. Jenkins y Melmed esbozaron un concepto de juego basado en el tema de «Ciudad» de los sets. Ambos asistieron a la Feria del Juguete de Nueva York en febrero de 1995 y presentaron el concepto a Lego Group.: 13 
Por la misma época, Lego Group —al igual que otros fabricantes de juguetes— intentaba explorar o hacerse un hueco en la industria de los videojuegos.: 11  El único título anterior con la marca era Lego Fun to Build, lanzado por Sega en diciembre de 1995 para el mercado japonés de Sega Pico. Lego Group había creado en Boston el grupo de investigación y desarrollo Futura, que estudiaba las posibles intersecciones entre sus productos y los medios digitales, incluidos los videojuegos y las experiencias de realidad virtual. En 1995, Tormod Askildsen, empleado de la compañía, recibió el encargo de explorar la posible incursión de la empresa en el mercado. Contrató a un puñado de personas y preparó un informe, titulado «Elvis», que presentó durante un taller el 21 de diciembre de 1995. Afirmaba que la entrada en el mercado era una necesidad, más que una opción.: 11  Mindscape y Lego Group anunciaron conjuntamente su colaboración para una entrega de ordenador personal con la marca el 27 de enero de 1996, con el objetivo de lanzarlo en el cuarto trimestre de ese año.
Jenkins dirigió el proyecto como director creativo, mientras que Melmed actuó como director de educación e investigación. Otros responsables fueron el productor jefe Scott Anderson, el directivo Dennis Goodrow, la gestora de proyectos Mari Collings y el artista 3D principal Dave Patch. El programador jefe, Jim Brown, ha sido contratado a petición de Anderson. El equipo llegó a contar con más de cien personas, lo que permitió la inclusión de múltiples personajes jugables. Como propuso Melmed, que tenía formación en psicología, cada uno de estos personajes representaría una forma distinta de inteligencia, según la teoría de las inteligencias múltiples de Howard Gardner.: 16–17  El juego contaba con doblaje completo para todos sus personajes, con miembros del reparto como John Morris como Pepper, June Foray como mamá, Ralph Peduto como papá, David Lander como Brickster, y Jenkins poniendo voz a varios papeles menores.
El grupo creó un motor a medida para Lego Island, que se pretendía reutilizar en posibles secuelas.: 2  El conjunto de tecnologías DirectX se utilizó para renderizar entornos 3D. Según Brown, los aceleradores gráficos estaban en pañales, por lo que se diseñó para funcionar en ordenadores que no dispusieran de ellos y, al mismo tiempo, poder aprovechar un acelerador si se disponía de él.: 15  Jenkins, su esposa Kyle Bogertman y Anderson crearon un modelo real de la isla del juego, y el personal invitó a los niños a jugar con el decorado, observando cómo interactuaban con los distintos elementos.: 18  Según Anderson, las chicas tendían a decorar la isla, por ejemplo con árboles, mientras que los chicos se interesaban más por los elementos de carreras. Posteriormente, se hicieron personalizables más elementos, como el cielo y los árboles, con el objetivo de incentivarlas a jugar.: 18  En las llamadas «reuniones del sí», los miembros podían presentar al resto cualquier otra idea que tuvieran. Si otro estaba de acuerdo, el proponente lo consultaría con la almohada y, al día siguiente, trataría de enmarcar una implementación realista de la característica.: 18 
En 1996, Lego Group creó Lego Media su división de videojuegos con sede en Londres, invirtió dos millones de dólares en la realización de entregas de esa temática e hizo Darwin, una «Unidad de Productos Estratégicos» que absorbió la mayor parte de Futura. Mindscape se comunicó regularmente con Lego Media y Darwin, lo que permitió incluir más edificios y vehículos, así como excluir elementos ajenos, como las cuerdas.: 17–18  En enero de 1997, Mindscape y Lego Group reintrodujeron el juego, ahora titulado Adventures on Lego Island y cuyo lanzamiento está previsto para el tercer trimestre de 1997. En enero de 1997, Mindscape y Lego Group reintrodujeron el juego, ahora titulado Adventures on Lego Island y cuyo lanzamiento estaba previsto para el tercer trimestre de 1997. Como Lego Island, salió a la venta en todo el mundo el 26 de septiembre de 1997; las copias incluían un cómic que hacía las veces de manual de instrucciones, así como una minifigura del Infómano.: 19  Un día antes del lanzamiento, Mindscape despidió a todo el grupo. La empresa contaba con un programa de bonificaciones, por lo que varios de los empleados afectados creyeron que Mindscape los había despedido únicamente para evitar el pago de derechos de autor.: 19 

## Recepción
En una retrospectiva contemporánea de Lego Creator: Harry Potter, otro juego de entretenimiento educativo basado en Lego, Zack Zwiezen de Kotaku señalaba que esos títulos en general (incluido Lego Island) rara vez eran reseñados por los críticos de videojuegos en el momento de su lanzamiento, debido al público joven al que iban dirigidos. A pesar de ello, tuvo una acogida principalmente positiva entre los reseñantes de los periódicos; Gary Duchane de Hartford Courant, alabó los gráficos y las animaciones, al tiempo que valoró los múltiples personajes del jugador y las misiones secundarias. Paul Dame de Windsor Star se mostró consternado por las restringidas opciones de construcción, aunque lo recomendó a «los niños a los que les guste Lego». En su artículo para Tribune Media Services, Pam Gleichman comentó que era muy bien acogido por los chicos, mientras que las chicas lo recibieron de forma más variada después de probarlo. Los requisitos del sistema fueron objeto de críticas menores; Aaron Curtiss de Los Angeles Times se quejó de que el juegoo era «un auténtico devorador de recursos, que lleva al límite a la mayoría de los ordenadores de sobremesa, incluso en el modo de baja resolución». Duchane estuvo de acuerdo, señalando que intentó cargarlo en ordenadores con procesadores Pentium a 90, 133 y 200 MHz, y descubrió que «sólo funcionaba bien en el de 200».
Lego Island ganó el Interactive Achievement Award al «Título de entretenimiento familiar/infantil para PC del año» en su primera edición. En 2016, Sam Loveridge de Digital Spy lo clasificó como el catorce mejor entrega de Lego en una lista de quince. En Estados Unidos, Lego Island vendió más de 909 000 copias entre 1997 y 1999, lo que lo convierte en el quince juego de ordenador más vendido de ese periodo. Ha sido el undécimo más vendido del país en 1997, con 323.085 unidades vendidas y casi doce millones de dólares de ingresos. Alcanzó el octavo puesto en la lista de éxitos de Estados Unidos en el periodo enero-noviembre de 1998. En 1998 ocupó el séptimo puesto con 404 858 ventas. Sólo ese año sus ingresos superaron los 10,2 millones de dólares. Al año siguiente, descendió a la quince posición en los listados anuales de ventas, con 309 698 unidades vendidas. Su éxito reactivó el negocio de Mindscape, que por aquel entonces atravesaba dificultades. Las ventas totales de la empresa aumentaron un 70 % en 1997, impulsadas principalmente por Lego Island.: 20 

## Legado
Al asociarse con Lego Group, Mindscape había obtenido los derechos para producir varios juegos de la marca Lego. Antes del despido de los programadores de Lego Island, éstos habían estado conceptualizando y prototipando una continuación, titulada Beneath the Lego Phanta Sea. Esta habría explorado la «importancia de la ecología y el ecologismo desde una perspectiva educativa». Sin embargo, tras su estreno, Lego Group retiró a Mindscape la licencia para futuros títulos basados. Silicon Dreams Studio desarrolló dos secuelas: Lego Island 2: The Brickster's Revenge (2001) y Island Xtreme Stunts (2002). Durante la producción del anterior, el estudio conocía el Lego Island original y Beneath the Lego Phanta Sea, pero decidió crear un nuevo concepto desde cero. Island Xtreme Stunts se convirtió en la última entrega de la serie.: 20–21 
Lego Island ha inspirado a numerosos conservacionistas y otros entusiastas. Entre otras cosas, los fanáticos han distribuido archivos de material de producción antiguo obtenido de los programadores, han producido documentales y pódcasts y han desarrollado parches no oficiales para permitir que funcione en ordenadores más modernos.: 21–22  A mediados de la década de 2010, Floris Thoonen puso en marcha una secuela hecha por aficionados, Project Island', como proyecto en solitario. Se anunció formalmente alrededor del vigésimo aniversario en 2017. En 2020, alrededor de cincuenta personas trabajan con distintos grados de actividad, y todas ellas contribuyen en su tiempo libre.: 22–24  El equipo publica irregularmente vídeos de actualización y tiene previsto lanzar una demo titulada Port Pizza, que presenta una pequeña isla de alcance limitado.